# Tillandsia sueae
Tillandsia sueae es una especie de planta epífita dentro del género  Tillandsia, perteneciente a la  familia de las bromeliáceas. Es originaria de México. 

## Taxonomía
Tillandsia sueae fue descrita por Renate Ehlers y publicado en Journal of the Bromeliad Society 41: 208–213, f. 6, 9–11. 1991.
Etimología
Tillandsia: nombre genérico que fue nombrado por Carlos Linneo en 1738 en honor al médico y botánico finlandés Dr. Elias Tillandz (originalmente Tillander) (1640-1693).
sueae: epíteto